# Manchester's
Manchester's, officieel Harry S. Manchester, Inc. was een Amerikaanse warenhuisketen uit Madison, Wisconsin. Het warenhuis was actief tot 1987.

## Geschiedenis
Harry S. Manchester kocht in 1921 een textielwinkel aan Pinckney Street in Madison, nadat hij in Chicago en Philadelphia had gewerkt. In 1929 verhuisde het postkantoor aan Wisconsin Avenue naar een andere locatie. Harry Manchester zag zijn kans om het perceel van het oude postkantoor te kopen voor zijn groeiende bedrijf. Op het grondstuk werd een nieuwe winkel gebouwd, naar een ontwerp van Holabird & Root uit Chicago, een architectenbureau dat bekend stond om hun moderne ontwerpen.
De nieuwe Manchester's was ontworpen om winkelend publiek aan te trekken dat bereid en in staat was om te spenderen tijdens de Grote Depressie. Het nieuwe warenhuis was het grootste in de stad. Het paste perfect in zijn stedelijke omgeving, het was modern, uitnodigend en paste goed bij het Capitool. Het was ook urbaan, elegant en verfijnd. Manchester's floreerde.
In 1938 stierf Harry Manchester, waarna zijn zoon Morgan het warenhuis overnam. In 1946 breidde hij het gebouw in twee richtingen uit. Op Mifflin Street moderniseerde Manchester het twee verdiepingen tellende Montague Building. Op Wisconsin Avenue werd de aangrenzende Unitarian Church vervangen door een drie verdiepingen tellende aanbouw en een parkeergarage. Net als zijn vader wendde Morgan zich tot architecten uit Chicago om de uitbreiding te ontwerpen en selecteerde Skidmore, Owings & Merrill, een bedrijf dat internationale bekend werd vanwege zijn moderne ontwerpen.
Manchester's opende zijn eerste filiaal in 1953 in het Madison East Shopping Center en in de jaren 1960 werden er filialen geopend in Westgate, State Street en West Towne. Het winkellandschap veranderde snel in 1978 toen T.A. Chapman, een warenhuis in Milwaukee, de warenhuizen van Manchester's overgenomen had. De vlaggenschipwinkel sloot begin 1981. De overige winkels sloten in 1987 met het faillissement van T.A. Chapman.